# Дадан-Блат
Дадан-Блат е вид кошер, представител на вертикалните пчелни кошери. Изобретен е от американеца от френски произход Шарл Дадан, a по-късно е доусъвършенстван от швейцареца Е. Блат, откъдето идва и името му – Дадан-Блатов кошер. Първият, който изобретява кошер с подвижни рамки, е Франсоа Хубер. Той е смятан и за „баща“ на съвременното пчеларство. Този кошер обаче все още е бил неудобен, труден за обслужване и не намира масово приложение. Конструкцията му е подобрена значително през 1830 г. от американския пчелар Куимби. Той прави рамките от модела на Хубер по-малко на брой, но увеличава размера им. Именно този кошер започва да използва за експериментите си Дадан, фиксирайки броя на рамките на 10. Използвайки така създаденият кошер, Е. Блат прилага към него чисто математически изчисления, за да установи подходящия брой рамки за едно пчелно семейство. Той преброява колко са клетките в една рамка, изчислява колко яйца снася средно на денонощие пчелата-майка и така стига до извода, че 10 рамки ще са малко за нормално развитие на пчелното семейство, поради което увеличава броя им на 12.
Макар и да е най-разпространеният кошер в света, системата на Дадан-Блат вече се смята за остаряла и неудобна за интензивно пчеларство, което води масово до замяната и с кошери от други системи: Лангстрот-Рут, Фарар, Роже-Делон и др.
Кошерът на Дадан-Блат се състои от следните части:
- плодник – събиращ от 8 до 12 плодникови рамки с дължина 435 мм и височина 300 мм. Плодниковата рамка притежава горна летвичка дебела 20 мм, широка 25 мм и дълга 470 мм, две странични летви с дебелина 8-10 мм, ширина 25 мм и дължина 290 мм.
- магазин с 8-12 магазинни рамки. Той приляга върху плодника и служи за складиране на меда от пчелите. Магазинните рамки са с по-малки размери, съответно дължина 435 мм и височина 160 мм, дебелината на летвичките е същата, като на плодниковата рамка.

Посочените размери на плодника и магазина са стандартизираните в България.
- дъно – Дъното е подвижно и лежи в специални жлебове. Предния край на дъното излиза малко напред извън предната стена на плодника. Там се прикрепва и допълнителна дъска, която служи за кацане.
- горна възглавница
- две преградни разделителни дъски
- хранилка и
- покрив (капак).

## Разделителни (преградни) дъски
Разделителните дъски служат за отделяне на пчелното семейство от останалото пространство на кошера. За всеки кошер се изработват по две разделителни дъски. Едната се изработва така, че пчелите да не могат да преминават под нея, тъй като тя допира до стените, дъното и горната възглавница. Тя се използва за разделяне на кошера на две части. На преградните дъски се поставят странични разделители, за да стоят изправени. Разделителите са изработени от тясна ламаринена ивица. Чрез тях се спазва разстоянието между рамките, което трябва да бъде от 4 до 12 мм (така нареченото пчелно пространство). Разделителите могат да се монтират и на самите рамки. Те се поставят напречно на горната летва и се спускат на известно разстояние по страничните летвички и се приковават с малки пирончета към тях.